# Obični borak
Obični borak (mačji rep; lat. Hippuris vulgaris), biljna vrsta iz porodice trpučevki rasprostranjena po umjerenoj Aziji, Europi i Sjevernoj Americi,  Također i u Hrvatskoj

## Opis
H. vulgaris je vodeni polugrm, uspravna zeljasta trajnica s puzavim, dalekosežnim rizomom. Raste iz puzavog podanka i tvori grozd nerazgranatih stabljika dugih 10 - 150 cm, a u tekućoj vodi i duže. Listovi u zbijenim pršljenovima od 6 do 12, ravno lancetasti, šiljati i nenazubljeni. Cvjetovi su sitni, zelenkasti s crvenkastim prašnicima, nošeni u pazušcima gornjih listova. Cvjeta u lipnju i srpnju.

## Koristi
Biljka se bere iz divljine za lokalnu upotrebu kao hrana i lijek. Uzgaja se kao ukras u ribnjacima. U prehrani se koristi lišće i mladi izdanci – sirovi ili kuhani. Koristi se za pripremu juha. Najbolje ih je brati od jeseni do proljeća, čak se mogu koristiti i smeđe prezimljene stabljike u proljeće. 

## Stanište
U plitkoj vodi (do ¸1 m. dubine  jezera, bara i kanala te na raznim drugim vlažnim mjestima. Široko je rasprostranjen sa stabilnim populacijama i nije suočena s većim prijetnjama u većem dijelu svog areala. Biljka je klasificirana kao 'najmanje zabrinjavajuća' na Crvenom popisu ugroženih vrsta IUCN-a (2014.) 

## Ljekovitost
Cijela biljka je djelotvoran vulnerativ, sok se uzima interno ili primjenjuje izvana. 

## Informacije o kromosomima
2n = 32.
- H. vulgaris
- H. vulgaris
- H. vulgaris
- H. vulgaris

## Sinonimi
- Caullinia hippuroides Raf.; Med. Repos. N. York 5: 352 (1808)
- Hippuris eschscholtzii Cham. ex Ledeb.; Fl. Ross. (Ledeb.) 2(1,4): 120 (1843)
- Hippuris fluitans Lilj. ex Hising.; Fl. Fagervik.: 32 (1857)
- Hippuris fluviatilis Hoffm.; Deutschl. Fl. Bot. Taschenb. 3: 1 (1800)
- Hippuris generalis E.H.L.Krause; Sturm, Fl. Deutschland, ed. 2. 9: 206 (1901)
- Hippuris melanocarpa N.Semenova; Fl. Murmansk. Obl. 4: 325 (1959)
- Hippuris palustris Gorter; Fl. Ingr.: 1 (1761)
- Hippuris polyphylla Raf.; Fl. Ludov. 13 (1817)
- Hippuris spiralis D.Yu; Bull. Bot. Res., Harbin 10(2): 87-88, f. 1 (1990)
- Hippuris tetraphylla f. lacunarum Dutilly & Lepage; Naturaliste Canad. 81: 68 (1954)
- Hippuris verticillata Gilib.; Exerc. Phyt. 2: 418 (1792), opus utique oppr.
- Hippuris vulgaris f. fluviatilis (F.H.Wigg.) E.Baumann; 385 (1911)
- Hippuris vulgaris f. lacunarum (Dutilly & Lepage) Lepage; Nat. Canad. 98(3): 462 (1971)
- Hippuris vulgaris f. litoralis H.Lindb.; Meddeland. Soc. Fauna Fl. Fenn. 31: 109 (1906)
- Hippuris vulgaris f. tetraphylla (L.f.) Lepage; Contr. Arctic Inst. 12F: 134 (1963)
- Hippuris vulgaris var. demersa Gray; Nat. Arr. Brit. Pl. 2: 556 (1821 publ. 1822)
- Hippuris vulgaris var. fluitans Hartm.; Handb. Skand. Fl.: 2 (1820)
- Hippuris vulgaris var. fluviatilis (Hoffm.) Mérat; Nouv. Fl. Env. Paris: 1 (1812)
- Hippuris vulgaris var. fluviatilis Coss. & Germ.; Fl. Descr. Anal. Paris, éd. 2: 589 (1861)
- Hippuris vulgaris var. gigantea Zalewski; Kosmos (Lvov) 5/6: 8 (1896)
- Hippuris vulgaris var. lacustris Schltdl.; 1 (1823)
- Hippuris vulgaris var. maritima (Haller f.) W.D.J.Koch; Syn. Fl. Germ. Helv., ed. 2: 271 (1846)
- Hippuris vulgaris var. minor H.Mart.; 3 (1817)
- Hippuris vulgaris var. palustris F.H.Wigg.; 1 (1780)
- Hippuris vulgaris var. palustris Roth; 3 (1788), nom. illeg.
- Hippuris vulgaris var. ramificans D.Yu; Bull. Bot. Res., Harbin 10(2): 88-89, f. 2 (1990)
- Hippuris vulgaris var. ramiger Schltdl.; 1 (1823)

## Vanjske poveznice
- Flora of the Canadian Arctic Archipelago, Hippuris vulgaris L.